# Diderik Otto von Grambow
Diderik Otto von Grambow (4. april 1732 – 14. april 1773 i Christiania) var en dansk stiftamtmand.
Forældrene var Volrath Levin von Grambow, dansk generalløjtnant, og Barbara Sophie f. von der Lühe. Han blev født 4. april 1732, blev 1744 page og 1751 hofjunker, hvorpå han i et par år gik på Sorø Akademi, hvor han især dyrkede juridiske og økonomiske discipliner. Derefter foretog han en længere udenlandsrejse, hvorunder han studerede ved Leipzigs og Göttingens universiteter og underkastede sig ved det sidstnævnte en offentlig prøve, ligesom han også blev optaget som medlem af det ansete tyske selskab ved Georg-August-Universitetet sammesteds. Her faldt han i en svær sygdom, som han dog lykkelig overstod. 1756 vendte han tilbage til fædrelandet og blev straks efter udnævnt til kammerjunker, men først 1764 lykkedes det ham at komme i et juridisk embede, hvor han kunne anvende sine kundskaber, idet han blev virkelig råd i den gottorpske Overret. 8. juli 1766 udnævntes han til stiftamtmand over Trondhjems Stift og amtmand over samme amt.
I dette embede lagde han en stor arbejdsdygtighed og megen indsigt for dagen; han ønskede at se alt med egne øjne, gennemsøgte omhyggelig sit arkiv og vidste i sin hele embedsførelse både
at gøre sig respekteret og elsket. Det norske Videnskabernes Selskab gjorde ham til medlem 1768, og i det følgende år blev han Ridder af Dannebrog. 30. juli 1772 beskikkedes han til stiftsamtmand over Akershus Stift og Amtmand i samme Amt samt præses i Overhofretten. Med iver begyndte han ligeledes her sin embedsvirksomhed; han kom efter en længere inspektionsrejse på sin fødselsdag 1773 tilbage til Christiania og deltog, skønt allerede syg, i det selskab, hans frue for anledningen havde ladet indbyde; sygdommen forværredes imidlertid, og 11 dage senere afgik han ved døden, 15. april 1773. Han bisattes med stor højtidelighed i Vor Frelsers Kirke i Christiania, men overførtes senere til den Adelerske familiebegravelse i Vor Frue Kirke i København.
Han blev gift 13. august 1765 med Elisabeth Sophie Lente-Adeler (1735 – 22. februar 1788), datter af gehejmeråd og amtmand Theodor Lente-Adeler. Ægteskabet var barnløst.